# بولوگا، ترانوسکا
بولوگا (به صربی: Baluga) یک روستا در صربستان است که در Moravica District واقع شده‌است.
 بولوگا ۵٫۲۹ کیلومتر مربع مساحت و ۷۲۶ نفر جمعیت دارد و ۲۰۷ متر بالاتر از سطح دریا واقع شده‌است.